# ホテル東日本宇都宮

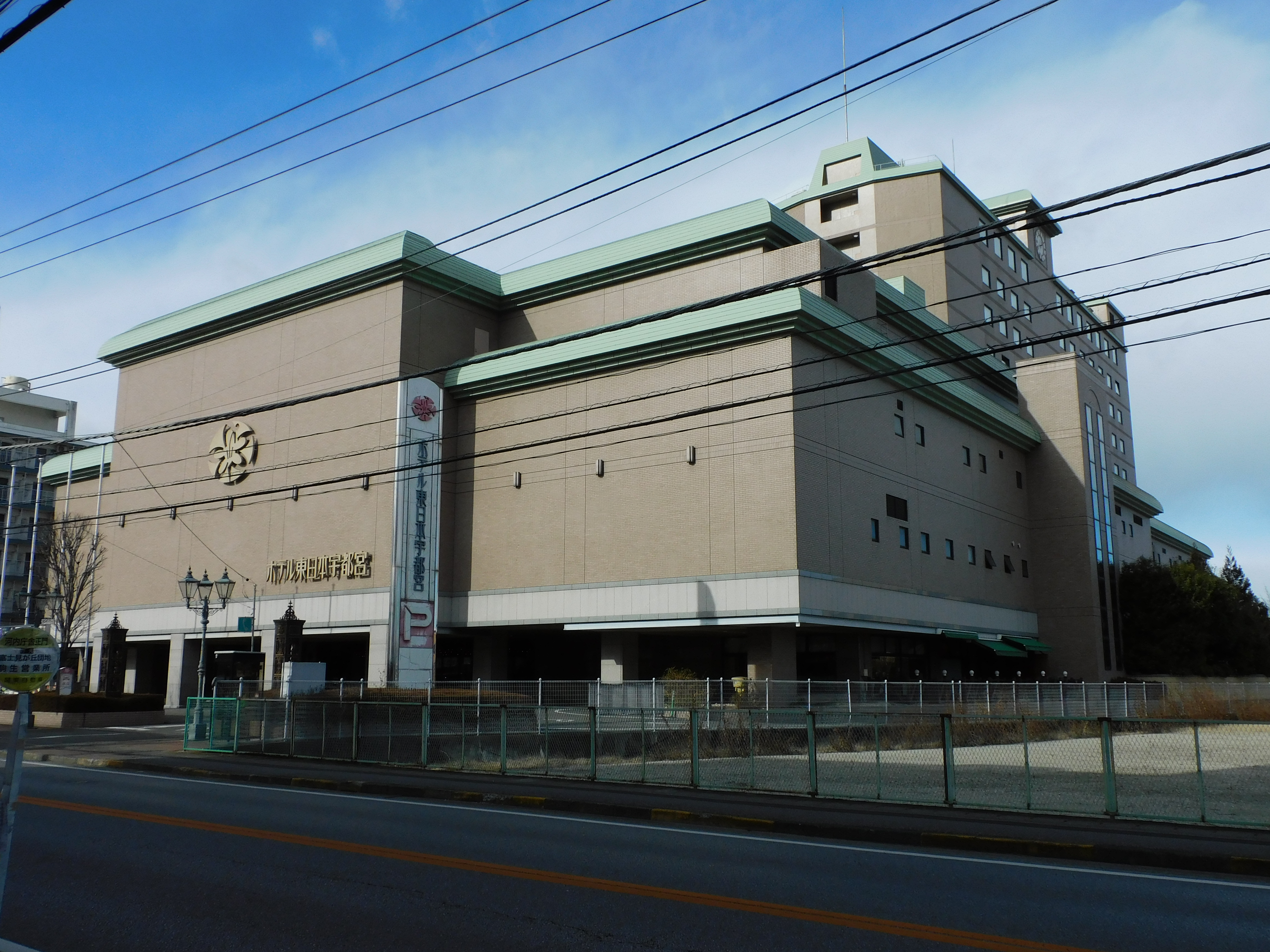
ホテル正面

ホテル東日本宇都宮（ホテルひがしにほん うつのみや）は、栃木県宇都宮市上大曽町にあるシティホテル。市外からの宿泊者よりも市民の日常利用を重視する営業戦略を採り、「記憶に残る時間」をコンセプトに掲げる。結婚式場として、宇都宮市で初めて独立した建物のチャペルを設置し、市内のブライダル業界にチャペル建設競争や価格競争を巻き起こした。

## 概説
開業時のキャッチコピーは「宇都宮を変えるホテル」、「宇都宮の誰もが初めて出会う本格シティホテル」。食事や待ち合わせで日常的に利用する都会的なホテルをコンセプトに掲げ、宇都宮市民をメインの客層と見込んで開業した。2022年現在は「記憶に残る時間」をコンセプトに掲げている。
建物は地上10階地下1階建てで、館内はイギリス風を基調としている。飲食施設（レストラン・バー）は1階と10階に8軒あり、事前予約によりすべての店舗が介護食（刻み食やペースト食など）に対応する。2 - 4階は「バンケットフロア」で宴会場があり、5 - 9階に客室がある。客室は全115室で、シングル、ツイン、ダブルと3種のスイートルームがある。
最寄りのJR宇都宮駅から2 km、東北自動車道宇都宮ICから8 km 離れており、宇都宮タワーのある八幡山公園が近接する。北関東最大規模のシティホテルであり、栃木県最大規模の宴会場を持つ。これまでに、国際会議・学術集会、株主総会、各種講演・シンポジウム、合同企業説明会・面接会など就職活動の場、高校野球栃木県大会の組み合わせ抽選会場として利用されてきた。

## 結婚式
ホテル東日本宇都宮は開業以来、結婚式需要の獲得を重視し、1994年度には宇都宮市の年間挙式数が3,000件程度と言われた中で、3割相当の900件を獲得した。当時の営業攻勢は同業者から「強引」と非難を受けるほど強烈なものであり、その勢いに対抗するため、市内の結婚式場経営者はチャペルの建設や挙式無料などの措置を取った。婚礼需要のピークは2000年で、2009年には最盛期の売上の半分まで減少した。同年、少人数の挙式に対応するため、宴会場に可動式の壁を設置する改修工事を施した。
2015年に、ホテルオリジナルの婚姻届を無料配布する取り組みを開始し、配布時に費用負担の少ない定額プランをカップルに勧めることで婚礼需要の掘り起こしを図った。この婚姻届は複写式で、1枚目は役所への提出用、2枚目は記念用となっている。2018年5月14日に発足した「宇婚のミカタ」（宇都宮ウエディング協議会）には発足当初から参加し、婚礼支配人が初代会長を務めた。
2020年は新型コロナウイルス感染症の流行の影響を受け、前年比で挙式数は6割減、結婚披露宴出席者数は9割弱減となった。そこで、2021年中に開催する、出席者数20人以上の結婚披露宴を対象として、出席者全員にPCR検査キットを無料配布するプランを設定した。このプランは、挙式する新郎新婦に出席者分の検査キットを渡し、新郎新婦が出席者へキットを配布、出席者は唾液を採取して個別に検査機関へ送り、感染有無を判定するというものである。検査結果は出席者本人のみに通知され、新郎新婦やホテルには通知されない。
日本経済新聞による第38回サービス業調査によれば、運営会社である日本ハウス・ホテル&リゾートは、2019年度の「結婚式場・手配」部門の売上で業界27位に位置する。
チャペルは、宇都宮市にある結婚式場で初めて独立した建物として建設されたものである。2000年にイギリス風の礼拝堂を併設した。館内には、イギリスやフランスの教会で使われていたステンドグラス、祭壇、ベンチを配置し、1895年製のイギリスのパイプオルガンもある。バージンロードの長さは13 mである。

## 歴史
東日本ハウス（現・日本ハウスホールディングス）は1991年に、宇都宮市でホテルを着工した。地上10階地下1階建て、延床面積23,640 m2、115室280人収容のホテルの開業を目指し、同社は107億円を投資した。同社が手掛けるホテルとしては、岩手県盛岡市のホテル東日本盛岡（現・アートホテル盛岡）に次ぐ2軒目で、都市型ホテルチェーンを展開しようとしていた。当時の宇都宮市は、国際会議やスポーツ大会の誘致に力を入れていたので開業を歓迎したが、宿泊業界は栃木県最大規模の宴会場を備えたホテルの開業に戦々恐々としていた。
1993年6月26日に750人ほどを集めた開業披露パーティーを開催し、7月1日にホテル東日本宇都宮が開業した。従業員は220人で、うち120人が新卒採用者であった。当時の宿泊料は9,000 - 100,000円（税別）であった。1995年8月、開業3周年記念として、宇都宮市で初の尾形光琳・乾山の作品展を開催した。
2000年1月10日、宇都宮市は成人式会場の一部をホテルに切り替え、ホテル東日本宇都宮もその1つになった。同年9月1日、イギリス風の礼拝堂を併設したチャペルを開設した。2006年10月20日、宇都宮市が河内町・上河内町を編入合併する合併協定書の調印式が開かれた。同年、地域ポータルサイト「栃ナビ!」の会員へのアンケートをもとに、館内のレストラン「フォンターナ」のランチメニューを開発する取り組みを実施した。2009年は、3月に館内のレストラン全店でとちおとめを使ったデザートを提供する「苺スイーツフェア」を開催し、同じく3月にETCカードを提示すれば館内で利用できる商品券や宇都宮餃子などの土産がもらえる「『下野の国』とちぎへようこそ!」プランを新設、9月には中年世代の集客を意図し、1970年代から1990年代のヒット曲を持つ6人の歌手（森川由加里、石井明美、堀江淳、小野正利、平山みき、岸田敏志）が出演するディナーショー「R35 ヒットソングス ライブ&ディナー」を初開催するなど、新企画を実行した。
ジャパンカップサイクルロードレースを契機とした、宇都宮市の自転車の街づくりに呼応し、2010年10月15日よりレンタサイクルを開始した。2013年6月4日、下野新聞創刊135周年を記念する講演会と感謝の集いが開かれ、栃木県知事の福田富一や毎日新聞社社長の朝比奈豊ら約400人が出席、文化庁長官・近藤誠一が「日本の再生と文化芸術の役割」と題して講演した。同年9月、開業20周年を記念し、利用客や従業員らの寄付に売上の一部を加えた20万円を栃木県文化振興基金に寄付した。2017年2月24日にはプレミアムフライデー需要を見込んで、中華料理を時間無制限の食べ放題とする企画を実施した。同年9月10日、栃木県と姉妹提携を締結しているアメリカインディアナ州から州知事のエリック・ホルコムら40人が来県し、ホテル東日本宇都宮で交流レセプションが開かれた。
2018年7月30日、運営会社のホテル東日本は、ホテル東日本盛岡（現・アートホテル盛岡）とホテル森の風田沢湖（現・天然温泉 田沢湖レイクリゾート）を譲渡し、ホテル東日本宇都宮など3軒を、日本ハウスホールディングスが新設した日本ハウス・ホテル&リゾートへ移管した。

## 特色

### 堆肥作り
「食糧危機は必ず来る」という創業時のオーナーの考えのもと、開業以来、ホテルから出る残飯などを地下1階にある専用容器で堆肥にし、近隣農家へ有償譲渡している。1日に出る食品廃棄物は1 tになり、これに米ぬかと発酵菌を混ぜて乾燥・脱臭・袋詰めし、農家に販売、農家はハクサイやネギ作りに利用する。この取り組みにより、2002年にリデュース・リユース・リサイクル推進協議会会長賞を受賞したほか、日本各地から企業が視察に訪れている。

### ロケ地
ホテル東日本宇都宮は、栃木県フィルムコミッションのロケ地の1つとして登録されている。主なロケ実績は次の通り。
- 『Bolero』プロモーションビデオ（東方神起、2008年撮影） - チャペルでメンバーが歌うシーンが撮影された[53]。
- 『世にも奇妙な物語 25周年記念!秋の2週連続SP』映画監督編「箱」（フジテレビ/共同テレビ、2015年） - チャペルで撮影された[54]。